# Daniel Everett
Daniel Everett (Holtville, 26 luglio 1951) è un linguista, antropologo e docente statunitense, noto per i suoi studi antropologici nel bacino amazzonico presso il popolo Pirahã.

## Biografia
Cresciuto ai confini tra la California e il Messico, suo padre era un cowboy occasionale, meccanico e operaio edile, sua madre era una cameriera in un ristorante di Holtville. Everett ebbe una vita turbolenta fino all'età di 17 anni, quando si convertì al cristianesimo dopo l'incontro con i missionari Al e Sue Graham di San Diego. Si sposò all'età di 18 anni con una figlia di missionari, Keren Graham. Da quel momento si dedicò agli studi presso il Moody Bible Institute di Chicago nel 1975. Con la moglie si iscrisse al Summer Institute of Linguistics (ora SIL International), con l'intento di tradurre la Bibbia in tutte le lingue del mondo.
Poiché le doti di Everett per la materia vennero subito alla luce, i missionari SIL lo invitarono a studiare la lingua della popolazione Pirahã, in Amazzonia. Nel 1977 Everett, la moglie e i loro tre figli si trasferirono per un anno in Brasile per imparare approfonditamente il portoghese prima di stabilirsi in un villaggio Pirahã alla foce del fiume Maici nella pianura Amazzonica.

## Gli studi universitari
Nel 1978 Everett si iscrisse presso l'Università statale di Campinas in Brasile, dal momento che risultava l'unico canale per continuare a studiare il popolo Pirahã dopo l'incrinarsi dei rapporti del SIL con il governo Brasiliano. Everett si concentrò sulle teorie di Noam Chomsky, scrisse la sua tesi, Aspetti della fonologia Pirahã (completata nel 1980), sotto la direzione del Dott. Aryon Rodrigues, uno dei massimi esperti di lingue amazzoniche. La sua tesi per il dottorato, Il linguaggio Pirahã e teoria della sintassi (completata nel 1983) fornì un'analisi dettagliata della lingua Pirahã secondo le correnti tesi chomskiane.

## La "de-conversione": da missionario ad ateo
Come riportato nel suo fortunato libro Non dormire, ci sono serpenti, Everett ha ammesso di essere divenuto ateo grazie all'esperienza di studio in Amazzonia, dove trovò popolazioni che non avevano nella loro cultura nessuna credenza di tipo religioso e vivevano in pace e felicemente. Questo fatto che per i primi tempi fu per lui traumatico si dimostrò uno stimolo per mettere in dubbio e in discussione il suo credo, tanto da farlo rinunciare alla sua missione evangelizzatrice come appunto missionario. La sua fede, ha dichiarato, ha cominciato a vacillare nel 1982 per poi annullarsi definitivamente tre anni dopo. Questo coming out, avvenuto dopo 19 anni di segreto, gli ha causato notevoli problemi sul piano personale, a cominciare dall'allontanamento dei suoi familiari. In realtà dopo il periodo di separazione dalla sua famiglia, come ha dichiarato in una intervista al settimanale New Scientist, si è riconciliato con i figli, che hanno accettato il suo punto di vista sul teismo.

## Incarichi universitari
Ha insegnato presso l'Università di Manchester, ed è l'ex preside del Dipartimento di Linguistica della University of Pittsburgh. Successivamente è stato Presidente del Dipartimento di Lingue, Letterature e Cultura presso la Illinois State University di Normal. Dal 1º luglio 2010 ricopre il ruolo di Preside di Scienze e Lettere presso la Bentley University di Waltham, in Massachusetts.

## Lavori più importanti

### Grammatica Universale
Everett avviò uno studio sulle tesi di Chomsky sulla "grammatica universale", che secondo lui trovavano dei limiti alla luce proprio della lingua Pirahã. Il suo articolo del 2005 in Current Anthropology dal titolo Vincoli Culturali sulla grammatica e sulla cognizione nei Pirahã ha causato una controversia nel campo della linguistica, sfociata poi in una rottura dei rapporti tra Everett e Chomsky, che all'inizio era un suo sostenitore. L'edizione di giugno 2009 del Journal of Linguistic Society of America contiene un dibattito di quasi 100 pagine tra Everett e alcuni dei suoi principali critici.
Chomsky ha recentemente affermato con chiarezza che Everett ha confuso la non realizzazione della ricorsività nella lingua Pirahã con la sua assenza dalla facoltà di linguaggio, confondendo completamente le fonti che si prefiggeva di contestare.

### Non dormire, ci sono serpenti: vita e linguaggio nella giungla amazzonica
Nel novembre 2008 esce il libro Non dormire, ci sono serpenti: vita e linguaggio nella giungla amazzonica, sulla cultura e la lingua dei Pirahã, un libro tecnico ma anche un excursus autobiografico su ciò che è stato vivere in mezzo a loro. Il libro ha riscosso un notevole successo nei paesi anglosassoni e negli Stati Uniti in particolare. Il successo del libro è dovuto in particolare al fatto che una sua parte è dedicata all'esperienza di fede di Everett, dove confessa apertamente di essere divenuto ateo proprio grazie all'incontro con una cultura radicalmente diversa dalla sua come quella dei Pirahã.